# San Francisco Portugal
San Francisco Portugal är en ort i Mexiko.   Den ligger i kommunen Simojovel och delstaten Chiapas, i den sydöstra delen av landet, 700 km öster om huvudstaden Mexico City. San Francisco Portugal ligger 269 meter över havet och antalet invånare är 234.
Terrängen runt San Francisco Portugal är kuperad åt sydväst, men åt nordost är den bergig. San Francisco Portugal ligger nere i en dal. Runt San Francisco Portugal är det ganska glesbefolkat, med 45 invånare per kvadratkilometer. Närmaste större samhälle är Simojovel de Allende, 8,4 km väster om San Francisco Portugal. I omgivningarna runt San Francisco Portugal växer huvudsakligen savannskog.